# Borowa (obwód kijowski)
Borowa (ukr. Борова) – osiedle typu miejskiego na Ukrainie w rejonie fastowskim obwodu kijowskiego.